# Чемпіонат СРСР з хокею із шайбою 1982—1983
37-й чемпіонат СРСР з хокею із шайбою проходив з 17 вересня 1982 року по 8 травня 1983 року. У змаганні брали участь дванадцять команд. Переможцем став клуб ЦСКА. Найкращий бомбардир — Гелмут Балдеріс (63 очка). Команди, які посіли місця з п'ятого по восьме, провели чотирьохколове змагання. Чотири останніх клуби вищої ліги боролися з найкращими колективами першої ліги у перехідному турнірі.

## Вища ліга

### Попередній раунд
| М  | Команда                | І  | В  | Н  | П  | Ш       | О  |
| -- | ---------------------- | -- | -- | -- | -- | ------- | -- |
|    | ЦСКА (Москва)          | 44 | 40 | 1  | 3  | 261-73  | 81 |
|    | «Спартак» (Москва)     | 44 | 33 | 3  | 8  | 208-122 | 69 |
|    | «Динамо» (Москва)      | 44 | 30 | 6  | 8  | 159-93  | 66 |
| 4  | «Сокіл» (Київ)         | 44 | 22 | 5  | 17 | 163-138 | 49 |
| 5  | «Динамо» (Рига)        | 44 | 21 | 3  | 20 | 191-177 | 45 |
| 6  | «Торпедо» (Горький)    | 44 | 16 | 11 | 17 | 137-154 | 43 |
| 7  | «Крила Рад» (Москва)   | 44 | 15 | 6  | 23 | 113-145 | 36 |
| 8  | «Хімік» (Воскресенськ) | 44 | 15 | 6  | 23 | 121-165 | 36 |
| 9  | СКА (Ленінград)        | 44 | 12 | 6  | 26 | 140-164 | 30 |
| 10 | «Трактор» (Челябінськ) | 44 | 11 | 7  | 26 | 100-168 | 29 |
| 11 | «Іжсталь» (Іжевськ)    | 44 | 10 | 6  | 28 | 118-199 | 26 |
| 12 | «Салават Юлаєв» (Уфа)  | 44 | 7  | 4  | 33 | 111-221 | 18 |

### Турнір за 5 - 8 місця
| М | Команда                | І  | В  | Н  | П  | Ш       | О  |
| - | ---------------------- | -- | -- | -- | -- | ------- | -- |
| 5 | «Динамо» (Рига)        | 56 | 27 | 5  | 24 | 240-212 | 59 |
| 6 | «Торпедо» (Горький)    | 56 | 21 | 14 | 21 | 184-193 | 56 |
| 7 | «Крила Рад» (Москва)   | 56 | 23 | 7  | 26 | 167-184 | 53 |
| 8 | «Хімік» (Воскресенськ) | 56 | 17 | 6  | 33 | 151-232 | 40 |

### Перехідний турнір
| М  | Команда                | І  | В  | Н  | П  | Ш       | О  |
| -- | ---------------------- | -- | -- | -- | -- | ------- | -- |
| 9  | «Трактор» (Челябінськ) | 60 | 21 | 11 | 28 | 175-206 | 53 |
| 10 | СКА (Ленінград)        | 60 | 23 | 7  | 30 | 217-207 | 53 |
| 11 | «Іжсталь» (Іжевськ)    | 60 | 19 | 8  | 33 | 187-245 | 46 |
| 12 | «Салават Юлаєв» (Уфа)  | 60 | 9  | 7  | 44 | 174-311 | 25 |

### Склад чемпіонів
Золоті нагороди переможців чемпіонату СРСР отримали: 
- воротар — Владислав Третьяк;
- захисники — Сергій Бабінов, Олексій Волченков[ru], Сергій Гімаєв[ru], Володимир Зубков[ru], Олексій Касатонов, Ігор Стельнов, Сергій Стариков, В'ячеслав Фетісов, Ігор Мартинов;
- нападники — В'ячеслав Биков, Михайло Васильєв, Володимир Крутов, Ігор Ларіонов, Олександр Герасимов, Микола Дроздецький, Віктор Жлуктов, Олександр Зибін[de], Олександр Лобанов, Сергій Макаров, Ігор Мишуков, Андрій Хомутов, Ірек Гімаєв[de].

Старший тренер — Віктор Тихонов. Тренери — Віктор Кузькін, Юрій Мойсеєв
Протягом турніру за команду також грали: воротарі — Олександр Тижних, Олексій Щеблинов; нападники — Сергій Нємчинов, Леонід Трухно, Сергій Кучін, Олег Старков, Михайло Панін, Олексій Саломатін.

### Найкращі бомбардири
| Гравець              | Команда             | Г  | П  | О  |
| -------------------- | ------------------- | -- | -- | -- |
| Гелмут Балдеріс      | «Динамо» Рига       | 32 | 31 | 63 |
| Олександр Кожевников | «Спартак» Москва    | 35 | 22 | 57 |
| Олексій Фроліков     | «Динамо» Рига       | 38 | 17 | 55 |
| Володимир Крутов     | ЦСКА                | 32 | 21 | 53 |
| Олександр Скворцов   | «Торпедо» (Горький) | 27 | 20 | 47 |
| Ігор Орлов           | «Спартак» Москва    | 22 | 23 | 45 |
| В'ячеслав Биков      | ЦСКА                | 22 | 22 | 44 |
| Сергій Макаров       | ЦСКА                | 25 | 17 | 42 |
| Віктор Тюменєв       | «Спартак» Москва    | 16 | 26 | 42 |
| Сергій Лапшин        | СКА Ленінград       | 30 | 11 | 41 |

### Призи та нагороди

#### Командні
| Нагорода                     | Переможець          |
| ---------------------------- | ------------------- |
| Приз справедливої гри        | ЦСКА                |
| Приз імені Всеволода Боброва | ЦСКА                |
| Приз «Гроза авторитетів»     | «Торпедо» (Горький) |
| Кубок прогресу               | «Динамо» (Рига)     |

#### Індивідуальні
| Нагорода                 | Переможець                                                      |
| ------------------------ | --------------------------------------------------------------- |
| Найкращий хокеїст сезону | Владислав Третьяк (ЦСКА)                                        |
| Найкращий бомбардир      | Сергій Макаров (ЦСКА)                                           |
| Три бомбардири           | Сергій Макаров (ЦСКА) — Ігор Ларіонов — Володимир Крутов (ЦСКА) |

## Лауреати Федерації
До символічної збірної сезону, затвердженої президією Федерації хокею СРСР увійшли:
| Воротар: Владислав Третьяк. Захисники: В'ячеслав Фетісов, Олексій Касатонов. Нападники: Сергій Макаров, Ігор Ларіонов, Володимир Крутов. |

Президія Федерації хокею СРСР також визначила список 34 кращих хокеїстів сезону (4+12+18):
| Воротарі: Владислав Третьяк (ЦСКА), Володимир Мишкін («Динамо» М), Дмитро Саприкін («Спартак»), Олександр Тижних (ЦСКА). Захисники: В'ячеслав Фетісов, Володимир Зубков, Олексій Касатонов, Сергій Стариков, Сергій Бабінов, Ірек Гімаєв, Сергій Гімаєв (усі — ЦСКА), Зінетула Білялетдінов, Василь Первухін, Юрій Вожаков (усі — «Динамо» М), Володимир Тюриков («Спартак»), Сергій Горбушин («Сокіл»). Нападники: Хелмут Балдеріс («Динамо» Р), Сергій Макаров, Ігор Ларіонов, Володимир Крутов, Віктор Жлуктов, Андрій Хомутов, Олександр Герасимов, Михайло Васильєв, В'ячеслав Биков (усі — ЦСКА), Віктор Тюменєв, Сергій Капустін, Олександр Кожевников, Сергій Шепелєв (усі — «Спартак»), Олександр Скворцов («Торпедо» Г), Олександр Мальцев, Анатолій Семенов, Сергій Свєтлов, Володимир Голіков (усі — «Динамо» М). |

## «Сокіл»
Статистика гравців українського клубу в чемпіонаті:
| Воротарі: Юрій Шундров — 38 (105п), Костянтин Гаврилов — 30 (33п). Захисники: Сергій Горбушин — 44 (7+11), Микола Ладигін — 44 (6+8), Олександр Менченков — 40 (6+8), Валерій Ширяєв — 37 (2+4), Анатолій Доніка — 34 (3+1), Олег Васюнін — 40 (1+3), Юрій Парфілов — 38 (1+2), Андрій Коршунов — 10 (0+1); Нападники: Микола Наріманов — 43 (17+15), Володимир Голубович — 43 (15+15), Сергій Давидов — 43 (18+10), Анатолій Степанищев — 43 (17+8), Олександр Куликов — 43 (13+9), Євген Шастін — 33 (15+6), Олег Ісламов — 44 (8+12), Анатолій Дьомін — 42 (13+6), Сергій Земченко — 44 (11+5), Андрій Овчинников — 42 (3+4), Андрій Мажугін — 35 (3+4), Андрій Земко — 30 (3+0), Володимир Полежаєв — 11 (1+1). Старший тренер — Анатолій Богданов; тренери — Броніслав Самович, Олександр Фадєєв. |

## Перша ліга

### Попередній раунд
| М  | Команда                       | І  | В  | Н | П  | Ш       | О   |
| -- | ----------------------------- | -- | -- | - | -- | ------- | --- |
| 1  | «Сибір» Новосибірськ          | 60 | 50 | 3 | 7  | 392-182 | 103 |
| 2  | «Кристал» (Саратов)           | 60 | 46 | 5 | 9  | 381-184 | 97  |
| 3  | «Динамо» Мінськ               | 60 | 39 | 6 | 15 | 306-202 | 84  |
| 4  | СК ім. Урицького (Казань)     | 60 | 37 | 3 | 20 | 297-239 | 77  |
| 5  | «Торпедо» (Усть-Каменогорськ) | 60 | 34 | 7 | 19 | 287-257 | 75  |
| 6  | «Торпедо» Тольятті            | 60 | 32 | 9 | 19 | 294-216 | 73  |
| 7  | «Автомобіліст» (Свердловськ)  | 60 | 31 | 9 | 20 | 269-198 | 71  |
| 8  | «Динамо» Харків               | 60 | 32 | 6 | 22 | 292-222 | 70  |
| 9  | «Бінокор» Ташкент             | 60 | 24 | 9 | 27 | 234-247 | 57  |
| 10 | «Металург» Череповець         | 60 | 24 | 4 | 32 | 224-268 | 52  |
| 11 | «Молот» Перм                  | 60 | 22 | 7 | 31 | 223-251 | 51  |
| 12 | «Єнбек» Алма-Ата              | 60 | 20 | 4 | 36 | 247-300 | 44  |
| 13 | «Дизелист» Пенза              | 60 | 20 | 3 | 37 | 238-299 | 43  |
| 14 | СКА Новосибірськ              | 60 | 14 | 4 | 42 | 219-311 | 32  |
| 15 | «Буран» Воронеж               | 60 | 7  | 2 | 51 | 174-453 | 16  |
| 16 | «Рубін» Тюмень                | 60 | 5  | 5 | 50 | 130-384 | 15  |

### Перехідний турнір
| М | Команда                   | І  | В  | Н | П  | Ш       | О   |
| - | ------------------------- | -- | -- | - | -- | ------- | --- |
| 1 | «Сибір» Новосибірськ      | 76 | 56 | 8 | 12 | 463-251 | 120 |
| 2 | «Кристал» (Саратов)       | 76 | 52 | 7 | 17 | 438-243 | 111 |
| 3 | «Динамо» Мінськ           | 76 | 44 | 7 | 25 | 352-280 | 95  |
| 4 | СК ім. Урицького (Казань) | 76 | 42 | 5 | 29 | 343-317 | 89  |

### 5 - 10 місця
| М  | Команда                      | І  | В  | Н  | П  | Ш       | О  |
| -- | ---------------------------- | -- | -- | -- | -- | ------- | -- |
| 5  | «Торпедо» Усть-Каменогорськ  | 70 | 39 | 9  | 22 | 335-301 | 87 |
| 6  | «Торпедо» Тольятті           | 70 | 39 | 9  | 22 | 348-252 | 87 |
| 7  | «Динамо» Харків              | 70 | 40 | 6  | 24 | 352-248 | 86 |
| 8  | «Автомобіліст» (Свердловськ) | 70 | 35 | 10 | 25 | 307-243 | 80 |
| 9  | «Бінокор» Ташкент            | 70 | 27 | 10 | 33 | 269-289 | 64 |
| 10 | «Металург» Череповець        | 70 | 25 | 4  | 41 | 254-340 | 54 |

### 11 - 16 місця
| М  | Команда          | І  | В  | Н | П  | Ш       | О  |
| -- | ---------------- | -- | -- | - | -- | ------- | -- |
| 11 | «Молот» Перм     | 70 | 29 | 7 | 34 | 290-295 | 65 |
| 12 | «Дизелист» Пенза | 70 | 27 | 4 | 39 | 319-345 | 58 |
| 13 | «Єнбек» Алма-Ата | 70 | 24 | 5 | 41 | 315-346 | 53 |
| 14 | СКА Новосибірськ | 70 | 20 | 4 | 46 | 287-357 | 44 |
| 15 | «Рубін» Тюмень   | 70 | 8  | 5 | 57 | 165-459 | 21 |
| 16 | «Буран» Воронеж  | 70 | 9  | 2 | 59 | 208-549 | 20 |

### Найкращі снайпери
| Гравець              | Команда           | Г  |
| -------------------- | ----------------- | -- |
| Сергій Столбун       | СК ім. Урицького  | 88 |
| Геннадій Маслов      | СК ім. Урицького  | 85 |
| Борис Александров    | «Торпедо» У-К     | 66 |
| Ігор Кузнецов        | «Торпедо» У-К     | 56 |
| Борис Барабанов      | «Сибір»           | 55 |
| Володимир Меленчук   | «Сибір»           | 55 |
| Юрій Леонов          | «Енбек»           | 53 |
| Сергій Селедков      | «Енбек»           | 50 |
| Микола Князєв        | «Дизеліст»        | 50 |
| Валерій Шалахін      | СК ім. Урицького  | 48 |
| Володимир Зубрильчев | «Динамо» Харків   | 47 |
| Петро Малков         | «Кристал» Саратов | 47 |

## Друга ліга

### Фінальний турнір
| М | Команда                  | І  | В | Н | П  | Ш     | О  |
| - | ------------------------ | -- | - | - | -- | ----- | -- |
| 1 | «Автомобіліст» Караганда | 10 | 7 | 2 | 1  | 41-24 | 16 |
| 2 | «Торпедо» Ярославль      | 10 | 7 | 2 | 1  | 59-31 | 16 |
| 3 | «Іжорець» (Ленінград)    | 10 | 6 | 2 | 2  | 46-34 | 14 |
| 4 | «Луч» Свердловськ        | 10 | 4 | 0 | 6  | 37-44 | 8  |
| 5 | «Будівельник» Теміртау   | 10 | 3 | 0 | 7  | 34-48 | 6  |
| 6 | «Супутник» Нижній Тагіл  | 10 | 0 | 0 | 10 | 15-51 | 0  |